# Fantastic Damage
Fantastic Damage ist das erste Album des US-amerikanischen Hip-Hop-Musikers El-P. Es wurde am 14. Mai 2002 über das von El-P gegründete Independent-Label Definitive Jux veröffentlicht. 

## Titelliste
1. Fantastic Damage – 3:22
2. Squeegee Man Shooting – 4:24
3. Deep Space 9mm – 3:47
4. Tuned Mass Damper – 4:05
5. Dead Disnee – 3:53

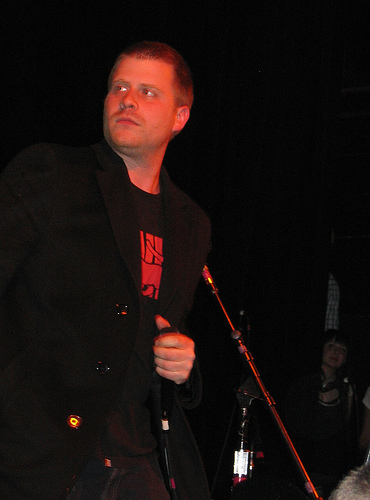
El-P

6. Delorean (feat. Aesop Rock und Ill Bill) – 5:33
7. Truancy – 5:04
8. The Nang, the Front, the Bush and the Shit – 5:37
9. Accidents Don't Happen (feat. Cage und Camu Tao) – 4:50
10. Stepfather Factory – 4:11
11. T.O.J. – 4:32
12. Dr. Hellno and the Praying Mantus (feat. Vast Aire) – 4:39
13. Lazerfaces' Warning – 4:36
14. Innocent Leader – 2:21
15. Constellation Funk – 4:58
16. Blood (feat. Mr. Lif und C-Rayz Walz) – 4:26

## Rezeption

### Charts
In den US-amerikanischen Album-Charts, den Billboard 200, stieg Fantastic Damage auf Rang 198 ein. Es hielt sich nur eine Woche in den Album-Charts.

### Kritik
Die E-Zine Laut.de bewertete Fantastic Damage mit vier von möglichen fünf Punkten. In der Rezension von Stefan Johannesberg werden die Produktionen „aus den verschnörkelten Old-School-Drums, den sperrigen Elektroklängen, dreckigen Scratchattacken und unheimlichen Samplesequenzen“ gelobt, die den Beats ähneln, die EL-P bereits als Teil von Company Flow produziert hatte. Die Stücke des Albums verbinden „Schönheit und Wahnsinn“. So vermitteln die Lieder Deep Space Nine Mm, Truancy, Lazerfaces Warning oder Stepfather Victory „keine oberflächlichen Gefühle via klebriger Barock-Streicher“, sondern „das wahre, harte Leben mit seinen seltenen schönen Momenten“.